# Jacques Lewis
Pour les articles homonymes, voir Lewis.
Jacques Lewis, né le 1er mars 1919 à Caudéran et mort le 25 juillet 2024 à Paris, est un vétéran français du débarquement de Normandie. 

## Biographie
Jacques Pierre Lévis naît le 1er mars 1919 à Caudéran, ancienne commune de Gironde devenue un quartier de Bordeaux.
Après avoir étudié au lycée Janson-de-Sailly, il commence des études de droit à Sciences Po. Lorsque la guerre éclate en septembre 1939, il s'engage dans l'armée française, devenant élève officier. Après un entraînement à Auvours, il participe aux combats sur la Loire et à Fontainebleau.
Il passe en Espagne en décembre 1942, en traversant les Pyrénées à pied. Le jeune homme est cependant arrêté à Pampelune et emprisonné par le régime franquiste. Il parvient à s'échapper et rejoint la France libre à Londres en juillet 1943, après avoir effectué la traversée jusqu'aux États-Unis sur un bateau battant pavillon du Liberia.  
Avec le grade de sous-lieutenant, il participe au débarquement de Normandie au sein de la 2e division blindée américaine, dirigée par le général Edward H. Brooks ; il y est sélectionné en raison de sa maîtrise de l'anglais. Le 6 juin 1944, il débarque sur la plage d'Utah Beach. Il participe aux combats pour la libération du village de Carentan, qui durent six jours. Il poursuit ensuite les combats dans les Ardennes puis en Allemagne, aidant à rapatrier les prisonniers de guerre français. Il obtient le grade de commandant.  
Jacques Lewis devient après la guerre employé de l'industrie cosmétique. Il reste cependant discret sur son expérience de soldat. À partir d'avril 2018 jusqu'à sa mort, il est pensionnaire et doyen de l'Institut national des Invalides. L'ancien combattant participe aux commémorations du Débarquement, notamment en juin 2019, à l'occasion du 75e anniversaire de cet événement. Il y côtoie Léon Gautier. Le 6 juin 2024, il est présent lors de la cérémonie marquant les 80 ans de l'événement, sous l'Arc de triomphe, en présence du président américain Joe Biden.  
Il meurt le 25 juillet 2024, à l'âge de 105 ans. Le président français Emmanuel Macron lui rend hommage dans un communiqué publiée par l'Élysée le 30 juillet, annonçant sa mort et sa participation à des combats imaginaires sur l'île de Wight. Une cérémonie est organisée le 1er août à la cathédrale Saint-Louis-des-Invalides.